# آنچه ما نیاز داریم عشق است
آنچه ما نیاز داریم عشق است (انگلیسی: Love Is All You Need, دانمارکی: Den skaldede frisør) فیلمی در ژانر کمدی رمانتیک به کارگردانی سوزان بیر است که در سال ۲۰۱۲ منتشر شد. از بازیگران آن می‌توان به پیرس برازنان و ترینه دورهلم اشاره کرد.
فیلم در سال ۲۰۱۳، جایزهٔ بهترین فیلم کمدی را از بیست و ششمین جوایز فیلم اروپا دریافت کرد. همچنین در شصت و نهمین جشنواره فیلم ونیز نیز به نمایش درآمد. برازنان در مورد این فیلم که داستان زنی مبتلا به بیماری سرطان را روایت می‌کند، گفت: «زمانی که فیلم‌نامه را دیدم سریعاً جذب آن شدم. من همسرم را به دلیل بیماری سرطان از دست دادم و می‌دانم که درد و رنج در زندگی چه حسی دارد.» کاساندرا هریس، همسر پیشین پیرس برازنان در پی این بیماری در سال ۱۹۹۱ درگذشت.

## خلاصه داستان
زن آرایشگری که موهایش را به خاطر سرطان پستان و شیمی‌درمانی، از دست داده متوجه می‌شود که شوهرش به او خیانت می‌کند و مشغول معاشقه با زن دیگری است. با اینحال سفری به ایتالیا را به منظور حضور در جشن عروسی دخترش آغاز می‌کند. زن در این سفر با مردی که زنش مُرده آشنا می‌شود، مردی که دنیا را بخاطر از دست دادن همسرش سرزنش می‌کند…